# Línea 41 (Avanza Zaragoza)
La línea 41 es una línea regular diurna de Avanza Zaragoza. Realiza el recorrido comprendido entre la Puerta del Carmen y Rosales del Canal en la ciudad de Zaragoza (España). Se trata de la primera línea exprés de Zaragoza, al realizar parada únicamente en determinadas paradas de su recorrido.
En sus inicios prestaba servicio entre Montecanal (calle Diez de Aux) y Plaza Aragón. Posteriormente se prolongaría a su actual término en Rosales del Canal, y finalmente con la llegada del tranvía modificaria su itinerario para recorrer el eje Gómez Laguna — Puerta del Carmen, donde hoy día se ubica su final de línea en el Centro. 
Tiene una frecuencia media de 15 minutos.
Hace años existía otra línea 41 que enlazaba Vadorrey con el centro de la ciudad

## Recorrido

### Sentido Rosales del Canal
Hernán Cortés, Avenida Valencia, San Juan Bosco, Gómez Laguna, Avenida Ilustración, Ermesinda de Aragón, Piotr Ilich Tchaikovsky, Ludwig Van Beethoven, Johann Sebastian Bach

### Sentido Puerta del Carmen
Johann Sebastian Bach, Piotr Ilich Tchaikovsky, La Mesta, Martín Díez de Aux, Avenida Ilustración, Gómez Laguna, San Juan Bosco, Avenida Valencia, Fueros de Aragón, Hernán Cortés

## Historia
- VADORREY-CENTRO
- PLAZA ARAGÓN- MONTECANAL (POR F. CATÓLICO)
- PUERTA DEL CARMEN-ROSALES DEL CANAL

Además, existió una línea de refuerzo llamada 141 entre plaza emperador Carlos V y rosales del canal, pero fue eliminada en 2011 por la puesta en marcha del tranvía. 